# Lotte Hi-Mart
Lotte Hi-Mart (tiếng Hàn: 하이마트) là một công ty bán lẻ mặt hàng điện tử của Hàn Quốc. Ban đầu nó là một đơn vị của Daewoo Electronics đã bị phá sản và được người sáng lập Seon Jong-koo tách ra vào năm 1999. Hi-Mart có trụ sở tại Seoul. Tập đoàn Lotte tiếp quản Hi-Mart vào ngày 6 tháng 7 năm 2012.

## Lịch sử
Seon Jong-koo trước đây được thuê bởi Daewoo Electronics. Khi công ty phá sản vào năm 1999, anh gia nhập công ty tách riêng và hình thành Hi-Mart.
Vào tháng 6 năm 2008, tập đoàn Eugene của Hàn Quốc đã mua lại 32,4% Hi-Mart. Tháng 6 năm 2010, Hi-Mart trở thành công ty đại chúng.
Tháng 7 năm 2012, Lotte mua lại 65,3% Hi-Mart với giá 1,1 tỷ USD. Hi-Mart vận hành 290 cửa hàng tại Hàn Quốc, kiểm soát 35% thị trường. Việc mua lại được tiến hành cẩn thận giữa một vụ bê bối về người sáng lập và CEO của nó là Seon Jong-koo, bị buộc tội tham ô tổng cộng 228 triệu USD. Tháng Tư năm 2012, một nhân chứng đã nhảy ra khỏi cửa sổ căn hộ của anh ta sau khi bị công lý Hàn Quốc nghi ngờ về việc hối lộ Seon Jong-koo. Vào tháng 12 năm 2014, Seon Jong-koo được thay thế bởi Lee Dong-woo. Ông là cổ đông lớn thứ hai công ty và được sự ủng hộ mạnh mẽ của các nhân viên Hi-Mart.
Tháng 10 năm 2012, FTC chấp thuận thỏa thuận và công ty thông báo sẽ đổi tên các cửa hàng thành Lotte Hi-Mart.